# Biskopsdömet Cammin
Biskopsdömet Cammin var ett furstbiskopsdöme i Pommern.

## Historia
Pommern kristnades genom biskop Otto av Bambergs missionsresor 1124–1125 och 1128. Det katolska stiftet i Pommern grundades 1140 av påve Innocentius II, med Wolin som första biskopssäte och Adalbert av Pommern som förste biskop. Biskopsdömet gjordes på grund av territoriella konflikter i kyrkligt hänseende oberoende av ärkebiskopssätena i Magdeburg och Gniezno, vilka båda gjorde anspråk på Pommern, och gjordes istället genom exemtion direkt underställt påven. Biskopssätet flyttades till Usedom omkring 1150 och 1175 till Cammin (idag Kamień Pomorski i Polen). Under biskop Hermann von Gleichen under andra halvan av 1200-talet utvecklades biskopsdömets världsliga besittningar till ett sammanhållet furstendöme, tidvis med riksomedelbar status inom Tysk-romerska riket. 1355 tvingades dock biskop Johan av Cammin att erkänna hertig Bogislav V av Pommern som skyddsherre, efter att kejsar Karl IV förhållit sig avvaktande till biskoparnas önskan om riksomedelbarhet.

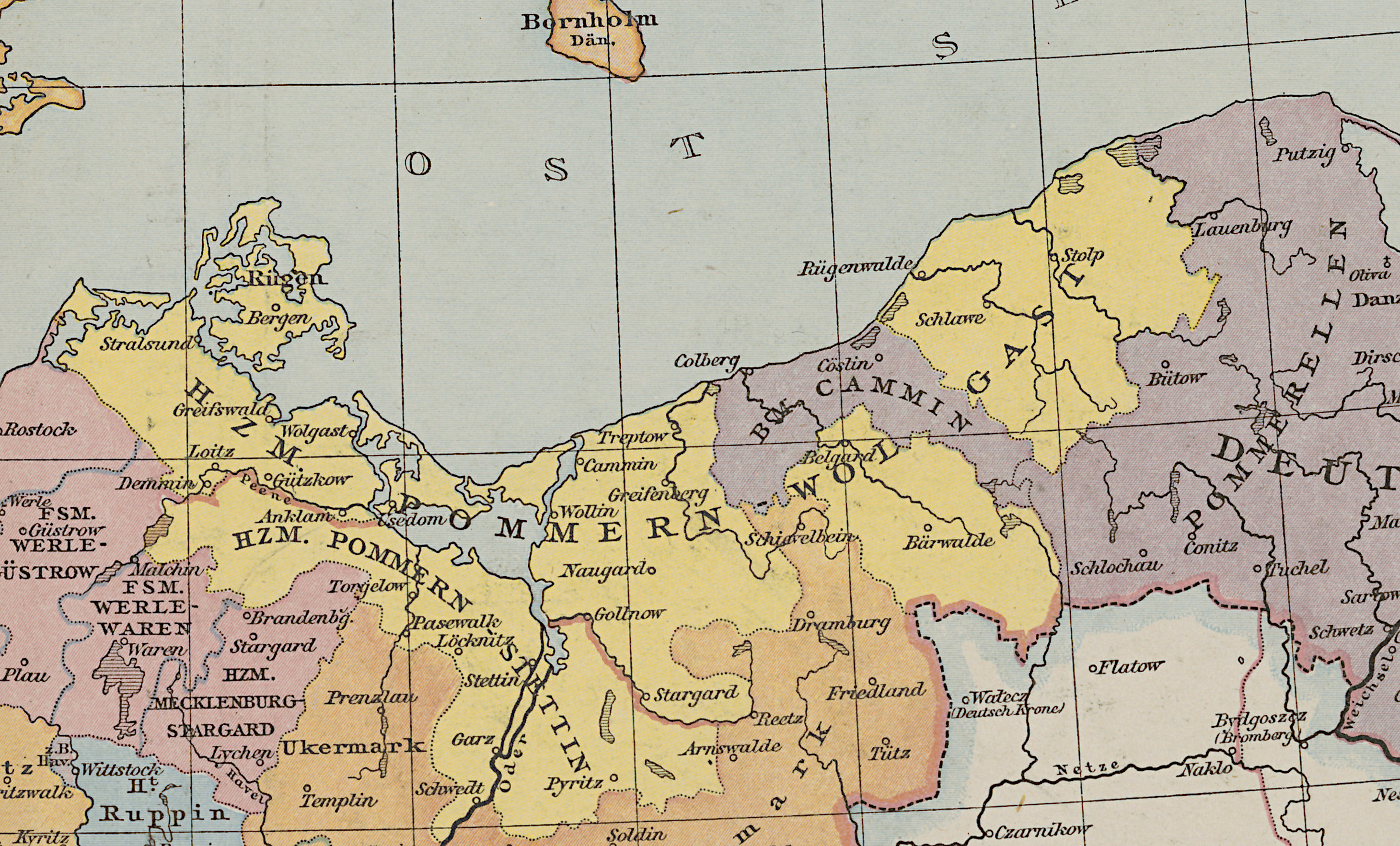
Furstbiskopsdömet Cammin (lila, i mitten) omkring år 1400.

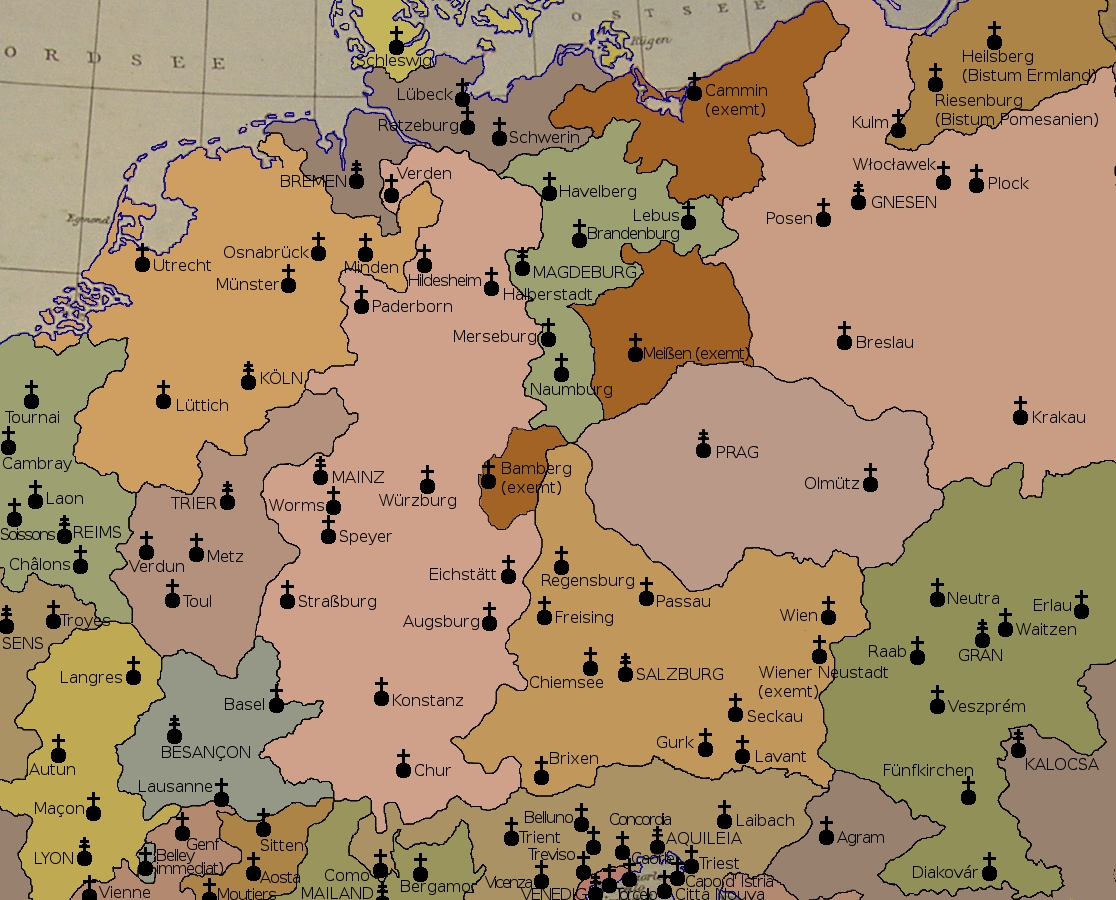
Katolska kyrkoprovinser i Tyskland omkring år 1500. Cammins katolska stift överst i brunt.

I samband med den protestantiska reformationen i Pommern kom furstbiskopsdömet efter den siste katolske biskopen Erasmus von Manteuffel-Arnhausen att från 1544 ställas under huset Grip och hertigdömet Pommern. De följande lutherska biskoparna och superintendenterna kom att enbart förvalta det kyrkliga stiftet, medan furstbiskopstiteln och administrationen av furstendömet från 1556 utövades av sekulära medlemmar av huset Grip. Efter att det pommerska furstehuset utslocknat 1637 med Bogislav XIV av Pommern, kom den sista administratorn Ernst Bogislaw von Croÿ att 1650 avsäga sig rätten till furstendömet till förmån för kurfurst Fredrik Vilhelm av Brandenburg. Därigenom uppgick Hinterpommern med furstbiskopsdömet slutligen som en provins i Brandenburg-Preussen.

## Stiftet i modern tid
I modern tid bildades Szczecin-Kamień Pomorskis katolska stift 1972, ur områden som dessförinnan sedan preussisk tid tillhört Berlins katolska stift. Det gamla biskopssätet i Kamieńs katedral gjordes då till bikatedral i stiftet, som 1992 även upphöjdes till ärkestift. Ärkestiftets huvudsäte ligger i dag i S:t Jakobskyrkan i Szczecin.

## Furstbiskopsdömet Cammin
Furstbiskopsdömets världsliga territorium omfattade från 1200-talets senare del Kolberg (Kołobrzeg), Köslin (Koszalin) och Bublitz (Bobolice) med kringliggande områden.